# Marie Stuart, reine d'Écosse (film, 1971)
Pour les articles homonymes, voir Marie Stuart, reine d'Écosse.
Pour plus de détails, voir Fiche technique et Distribution.
Marie Stuart, reine d’Écosse (titre original : Mary, Queen of Scots) est un film historique américano-britannique réalisé par Charles Jarrott, sorti en 1971.

## Synopsis
Il s'agit d'une page d'histoire relatant les conflits de Marie Stuart, reine d'Écosse, avec son demi-frère et les lords protestants d'une part, avec sa cousine Élisabeth d'Angleterre d'autre part.
Il est centré sur l'affrontement entre les deux reines.

## Fiche technique
- Titre : Marie Stuart, reine d’Écosse[1]
- Titre original : Mary, Queen of Scots
- Réalisation : Charles Jarrott
- Scénario : John Hale
- Photographie : Christopher Challis
- Montage : Richard Marden
- Musique : John Barry
- Direction artistique : Robert Cartwright, Terence Marsh
- Décors : Peter Howitt, Pamela Cornell (non créditée)
- Costumes : Margaret Furse
- Casting : Sally Nicholl
- Producteur : Hal B. Wallis
- Société de production : Universal Pictures, Hal Wallis Productions
- Société de distribution : Universal Pictures
- Budget :  2 325 818 US $
- Pays d'origine :  États-Unis |  Royaume-Uni
- Langue : Anglais
- Format : couleur (Technicolor) – 35 mm – 2,20:1 / 2,35:1 – mono (Westrex Recording System) /  70 mm 6-pistes / 4-pistes stéréo
- Genre : Film dramatique, Film biographique, Film historique
- Durée : 128 minutes
- Dates de sortie : 
  - États-Unis : 22 décembre 1971 (Los Angeles, Californie) / 2 février 1972  (New York City, New York)
  - Royaume-Uni : 27 mars 1972 (Londres) (Royal Film Performance) / 28 mars 1972 (sortie nationale)
  - Suède : 29 mars 1972
  - France : 10 mai 1972[1]
  - Allemagne de l'Ouest : 30 mars 1972
  - Espagne : 20 novembre 1972

## Distribution
- Vanessa Redgrave (VF : Régine Blaess) : Marie Stuart, reine d’Écosse
- Glenda Jackson (VF : Perrette Pradier) : Élisabeth, reine d’Angleterre
- Trevor Howard (VF : Louis Arbessier) : William Cecil
- Nigel Davenport (VF : René Arrieu) : Lord Bothwell
- Patrick McGoohan (VF : Jean-Henri Chambois) : James Stuart, comte de Moray
- Timothy Dalton (VF : Patrick Dewaere) : Lord Darnley
- Ian Holm (VF : Serge Lhorca) : David Rizzio
- Daniel Massey (VF : Marc Cassot) : Robert Dudley
- Andrew Keir (VF : Serge Nadaud) : Lord Ruthven
- Tom Fleming (VF : Georges Hubert) : Frère Ballard
- Katherine Kath (VF : Paule Emanuele) : Catherine de Médicis
- Richard Warner (VF : Albert Augier) : Lord Walsingham
- Jeremy Bullock (VF : Claude d'Yd) : Andrew
- Robert James (VF : André Valmy) : John Knox
- Vernon Dobtcheff (VF : Philippe Dumat) : Duc François de Guise
- Raf De La Torre